# Iytwelepenty / Davenport Ranges National Park
Iytwelepenty / Davenport Ranges National Park är en nationalpark i Australien.   Den ligger i regionen Barkly och delstaten Northern Territory, i den centrala delen av landet, 2 100 km nordväst om huvudstaden Canberra.
Omgivningarna runt Iytwelepenty / Davenport Ranges National Park är i huvudsak ett öppet busklandskap. Trakten runt Iytwelepenty / Davenport Ranges National Park är nära nog obefolkad, med mindre än två invånare per kvadratkilometer.